# Jenő Alföldy
Jenő Alföldy (n. 28 iulie 1939, Budapesta-) este un scriitor, critic literar maghiar.